# 丙矽烷
在化學中，丙矽烷是一種分子結構有三個矽原子的矽烷烴，其化學式為Si3H8，在常溫常壓下為無色易自燃液體，於1916年被卡羅爾·伯斯基和阿爾弗雷德·史托克發現，是丙烷的矽類似物，但由於不含碳，因此不是有機化合物。

## 歷史
1916年，卡羅爾·伯斯基和阿爾弗雷德·史托克在研究鹽酸和矽化鎂之間的反應時，發現了丙矽烷。這種反應早在1857年已經被弗里德里希·維勒和海因里希·巴夫研究過，1902年，亨利·莫瓦桑和斯邁爾斯也做了進一步的研究。矽化鎂的分解後會產生多種不同的矽烷，但最早明確發現丙矽烷者仍是卡羅爾·伯斯基和阿爾弗雷德·史托克兩人。丙矽烷最初被稱為矽基丙烷（silicopropane），並且確認丙矽烷為一系列烷烴的矽類似物，包括丁矽烷（Si4H10）、戊矽烷（Si5H12），和己矽烷（Si6H14）等「矽類似」同系物。

## 合成
丙矽烷是SiH2與HCl反應的痕量產物，這個反應要使用紅外雷射來完成。雷射要設置在與質譜儀的雷射垂直的不銹鋼圓筒型電池上。丙矽烷也可以透過使用施萊辛格方法製備。這個反應要在正丁醚中將氫化鋁鋰與八氯丙矽烷反應。此外鲍瑞、珀內爾和沃爾什在六十年代證明了丙矽烷在高溫下會熱分解成甲矽烷和乙矽烷。

### 分解
丙矽烷主要的分解途徑是透過1,2-氫的轉移，並生成乙矽烷，次要途徑分解則可能會再其中一個氫發生取代反应產生異丁矽烷或異戊矽烷。可能的機制涉及矽的4s和3d軌域沒有電子。